# Harmonia pedałowa

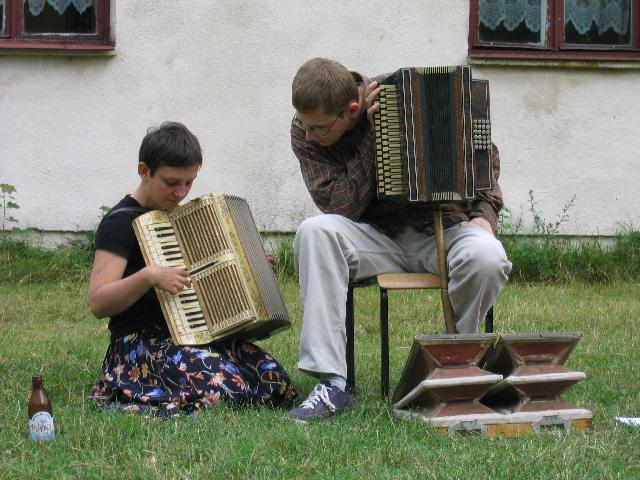
Harmonia 3-rzędowa ręczna i harmonia pedałowa, fot. 2005 r.

Harmonia pedałowa (gwar. „pedałówka”) – polski ludowy instrument muzyczny. Odmiana ta występuje w Polsce. Instrument ten powstał w wyniku połączenia elementów konstrukcyjnych harmonii oraz fisharmonii lub według innych teorii eoliny.

## Budowa
- 2 miechy nożne (pedały)

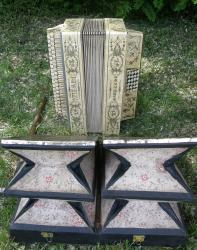
Harmonia pedałowa z warsztatu Ignacego Mielnickiego

- rura metalowa lub mosiężna rura, śr. 35 mm, łącząca pedały z korpusem
- instrument właściwy – najczęściej 24 basy, skala melodyczna: g-c3

Zastosowanie miechów nożnych powoduje prawie całkowite wyłączenie pracy rąk przy rozciąganiu miechów. Najczęściej miechy w górnej części instrumentu są tylko atrapą lub spełniają tylko funkcję pomocniczą przy zaznaczaniu akcentów muzycznych. Cechą charakterystyczną harmonii pedałowej jest małe zróżnicowanie dynamiczne, gra nonlegato. Gra się wyłącznie w pozycji siedzącej. 

## Historia
Pierwsze polskie harmonie pedałowe budowano w warszawskiej pracowni Piotra Stamirowskiego od 1900 roku. Później te instrumenty produkował zakład Józefa Boruckiego, Adolf i Władysław Leonard oraz inni twórcy z mniejszych manufaktur warszawskich, radomskich i dęblińskich. Najczęściej "pedałówki" mają 24 basy w trybie durowym, co znacząco wpływa na lekkość instrumentu. Zdarzają się jednak egzemplarze 64-basowe, ze zmianami akordów durowych, molowych, septymowych.

## Występowanie
Harmonie pedałowe cieszą się do dziś popularnością wśród kapel ludowych. Stanowią nieodłączny element kapel z regionów: radomskiego, świętokrzyskiego oraz Kurpi Zielonych. Najbardziej typowy skład kapeli w tych regionach to: harmonia pedałowa, skrzypce, bębenek ręczny (lub baraban).

## Kapele i harmoniści
Działające kapele z harmonią pedałową:
- Kapela Kołazińskich (radomskie)[6][7][8]
- Kapela Siwaka z Chustek (świętokrzyskie)[9]
- Kapela Ryszarda Maniurskiego z Kadzidła (Kurpie Zielone)[10][11][12]
- Kapela Kurpiowskiego Zespołu „Pod Borem” z Zawad (Kurpie Zielone)[13][14]
- Kapela Drężków z Myszyńca (Kurpie Zielone)[6]
- Kapela Wiesławy Gromadzkiej (radomskie)[15][16][17]
- Kapela Bursów (radomskie)[18]
- Kapela Jana Kani (Kurpie Zielone)[19]
- Kapela Adamczyków (radomskie)[20][21]

Harmoniści:
- Czesław Drząszcz (Kurpie Zielone)[22]
- Jerzy Święch z Rząśnika (Kurpie Białe)[23][24]
- Henryk Borek z Komorowa (Kurpie Białe)[23][24]
- Kacper Ciaś[25]
- Józef Bębenek (radomskie)[26]
- Marian Pełka (radomskie)[27]

Nieistniejące kapele:
- Kapela Józefa Mroza „Kadzidlanie” z Kadzidła[28][29][30]
- Kapela Ignacego Mielnickiego z Ostrołęki[31]
- Kapela Mariana Pełki (radomskie)[21]
- Kapela Wyrwińskich (radomskie)[32]
- Kapela Gibałów (radomskie)[33].

## Galeria

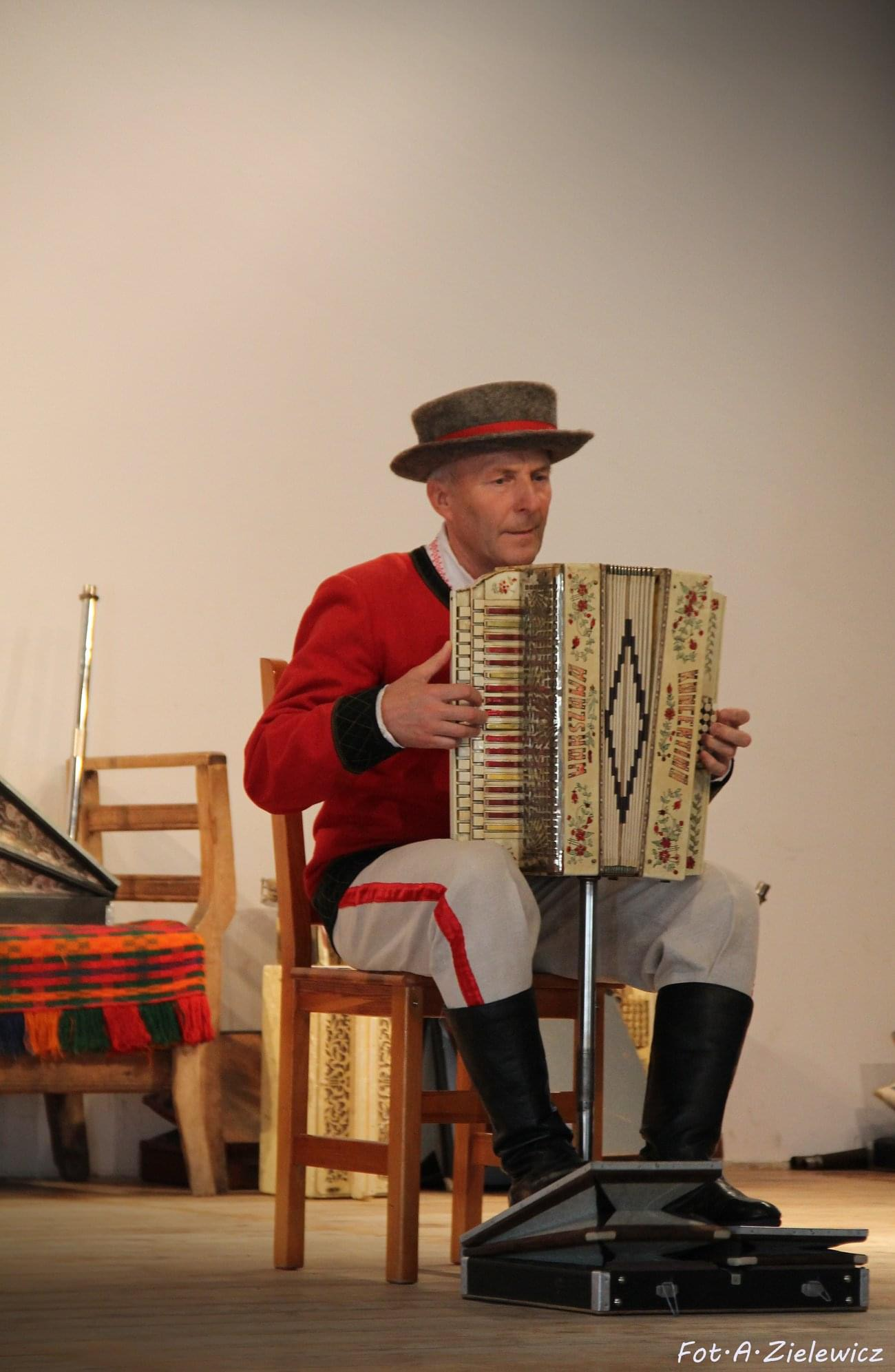
Zygmunt Koziatek z kapeli Kurpiowskiego Zespołu „Pod Borem” z Zawad
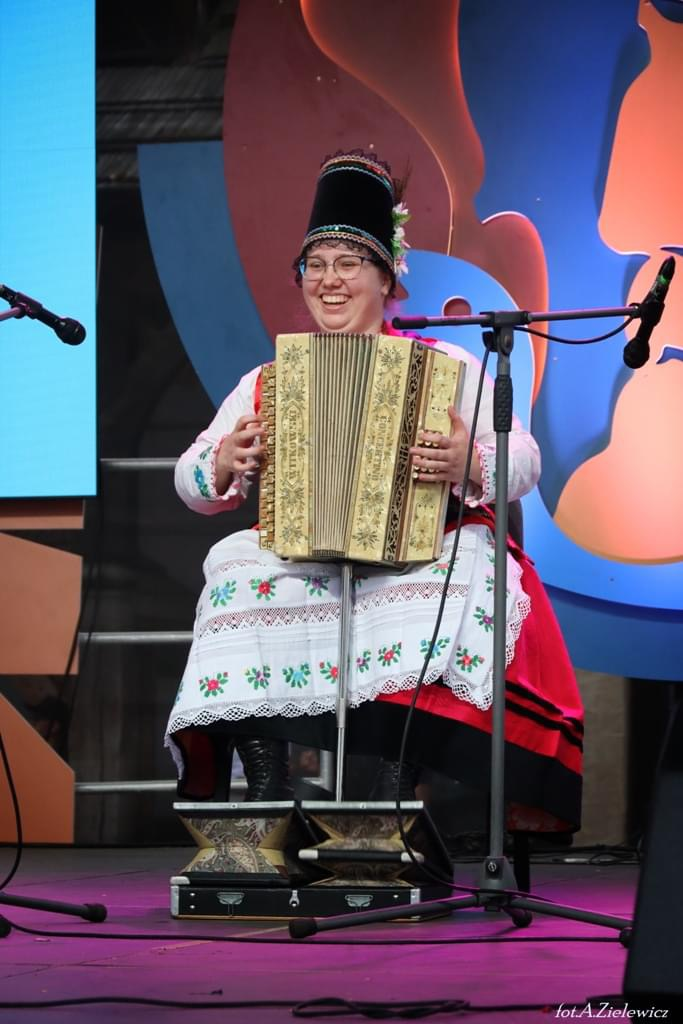
Wiktoria Zielińska na OFKiŚL w Kazimierzu (2023)
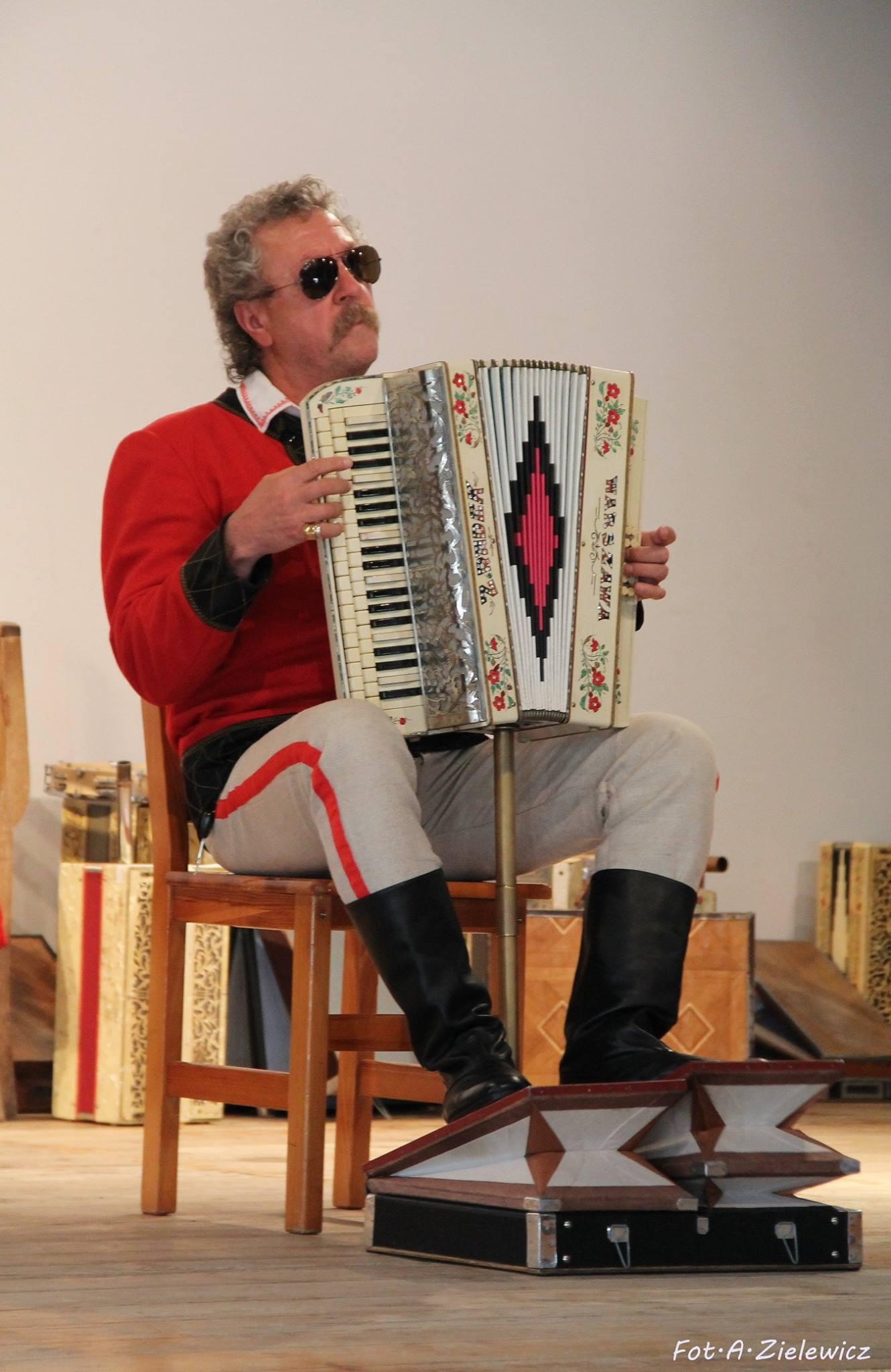
Grzegorz Chorążewicz (Kurpie Zielone)
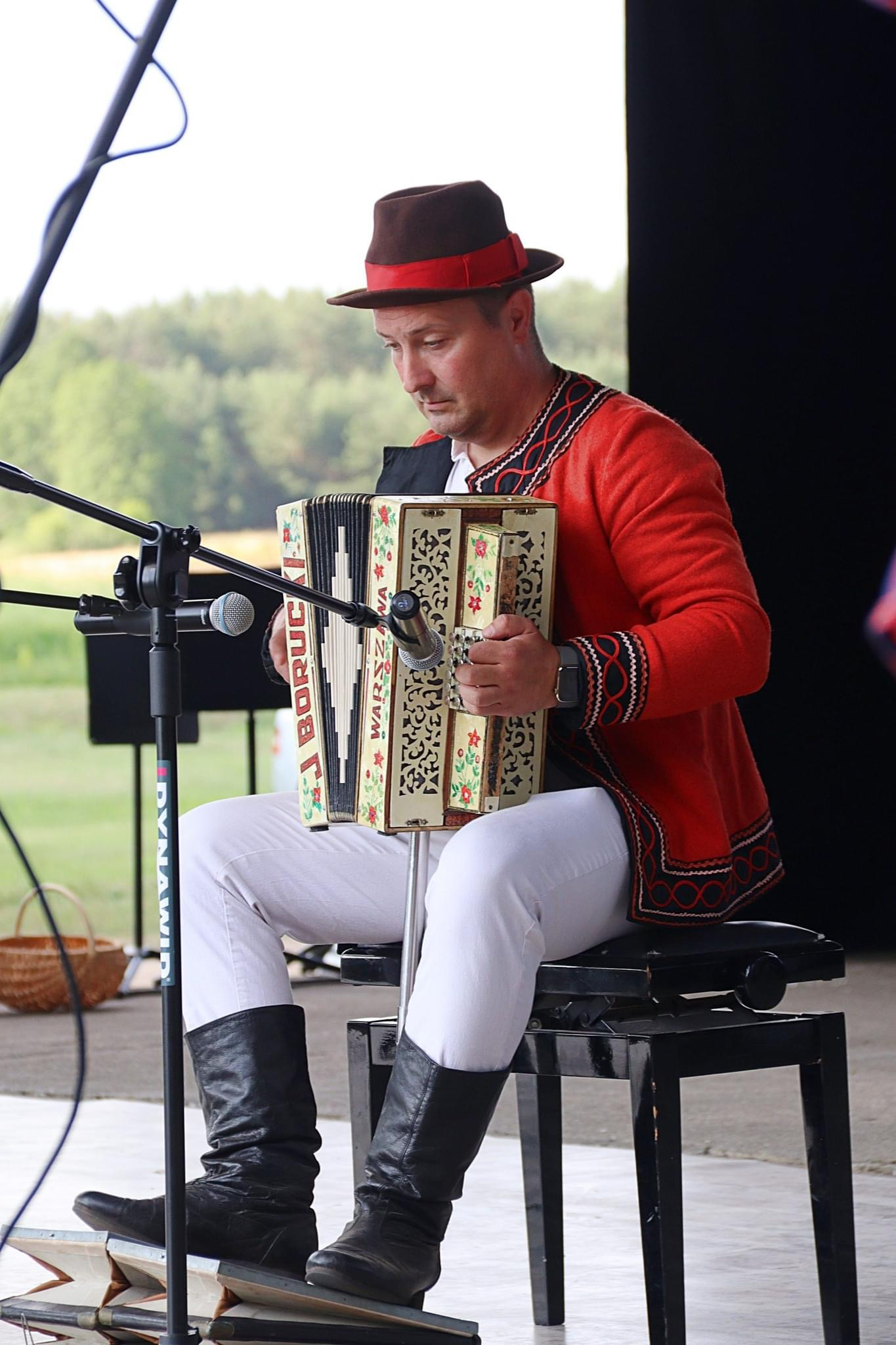
Michał Olchowik (Kurpie Zielone)
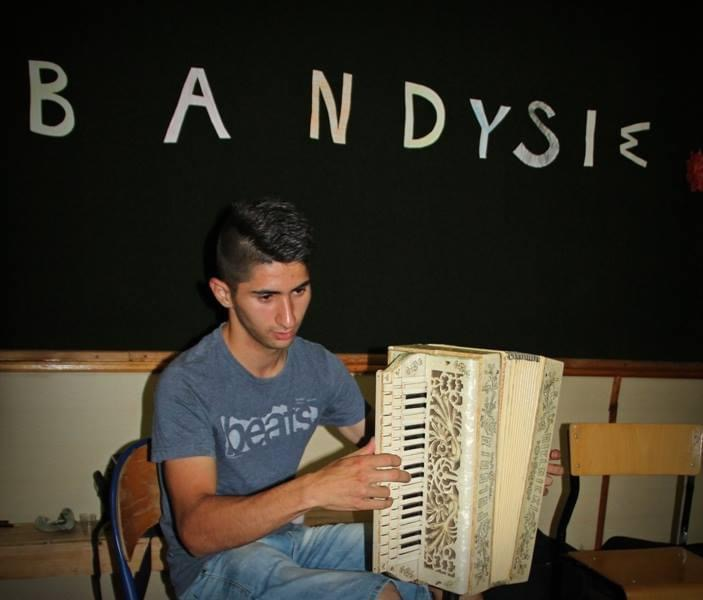
Jan Karczewski (Kurpie Zielone)
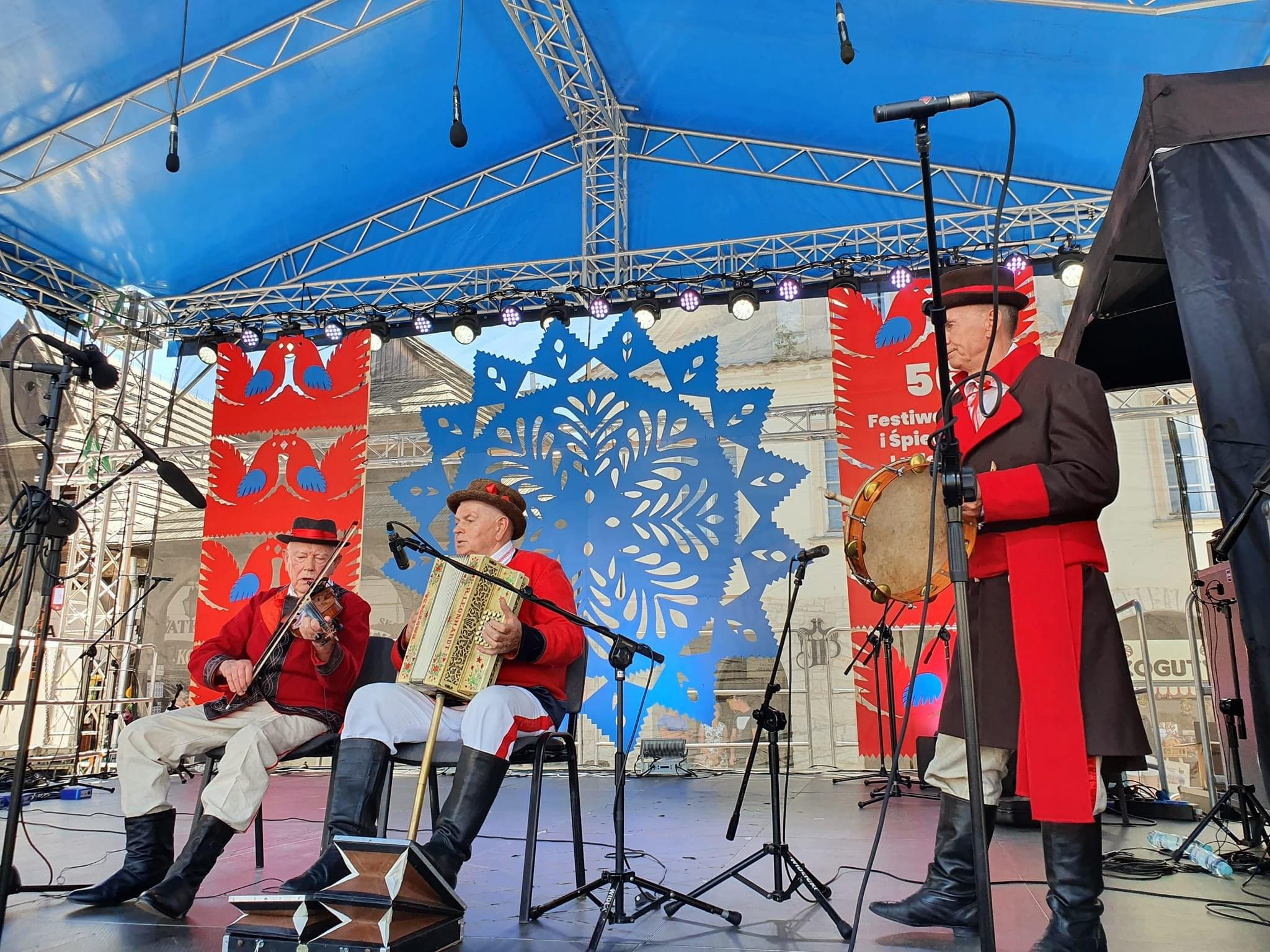
Kapela Ryszarda Maniurskiego na OFKiŚL w Kazimierzu (2022)
- Gracyki Orkiestra Tradycyjna (Kurpie Zielone)
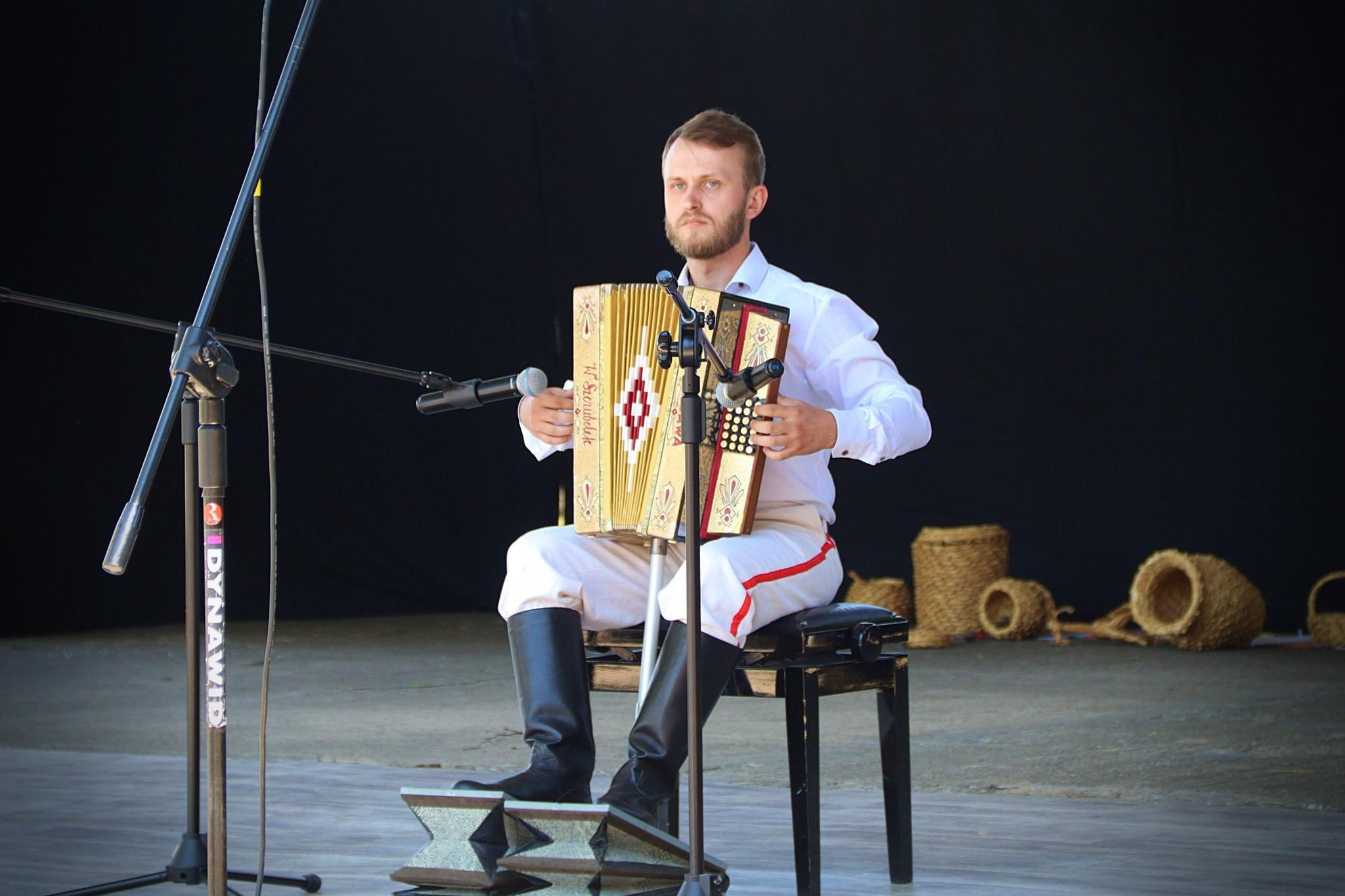
Rafał Sendrowski
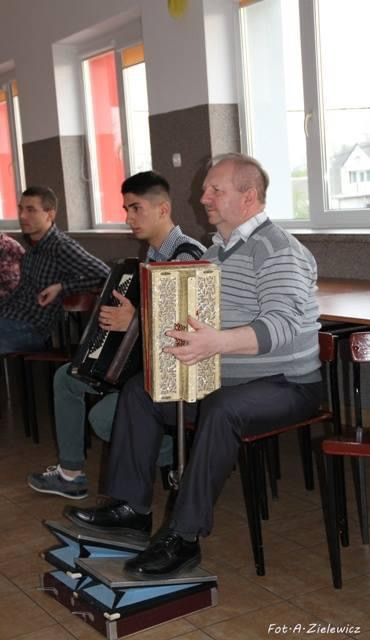
Na pierwszym planie Jan Kania (Kurpie Zielone)
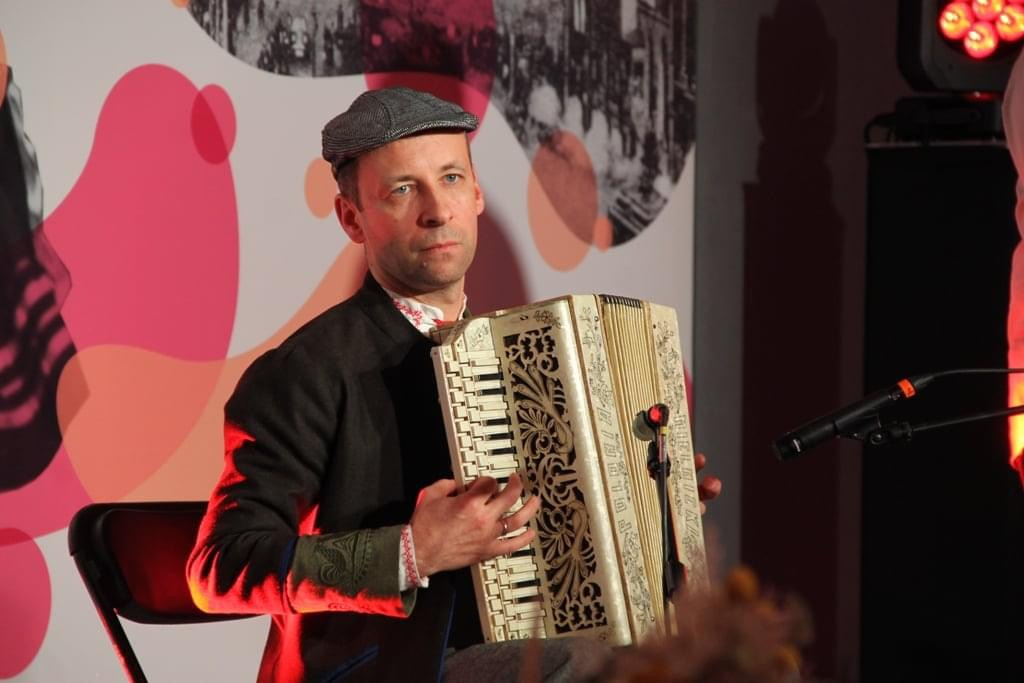
Tomasz Mielnicki (Kurpie Zielone)
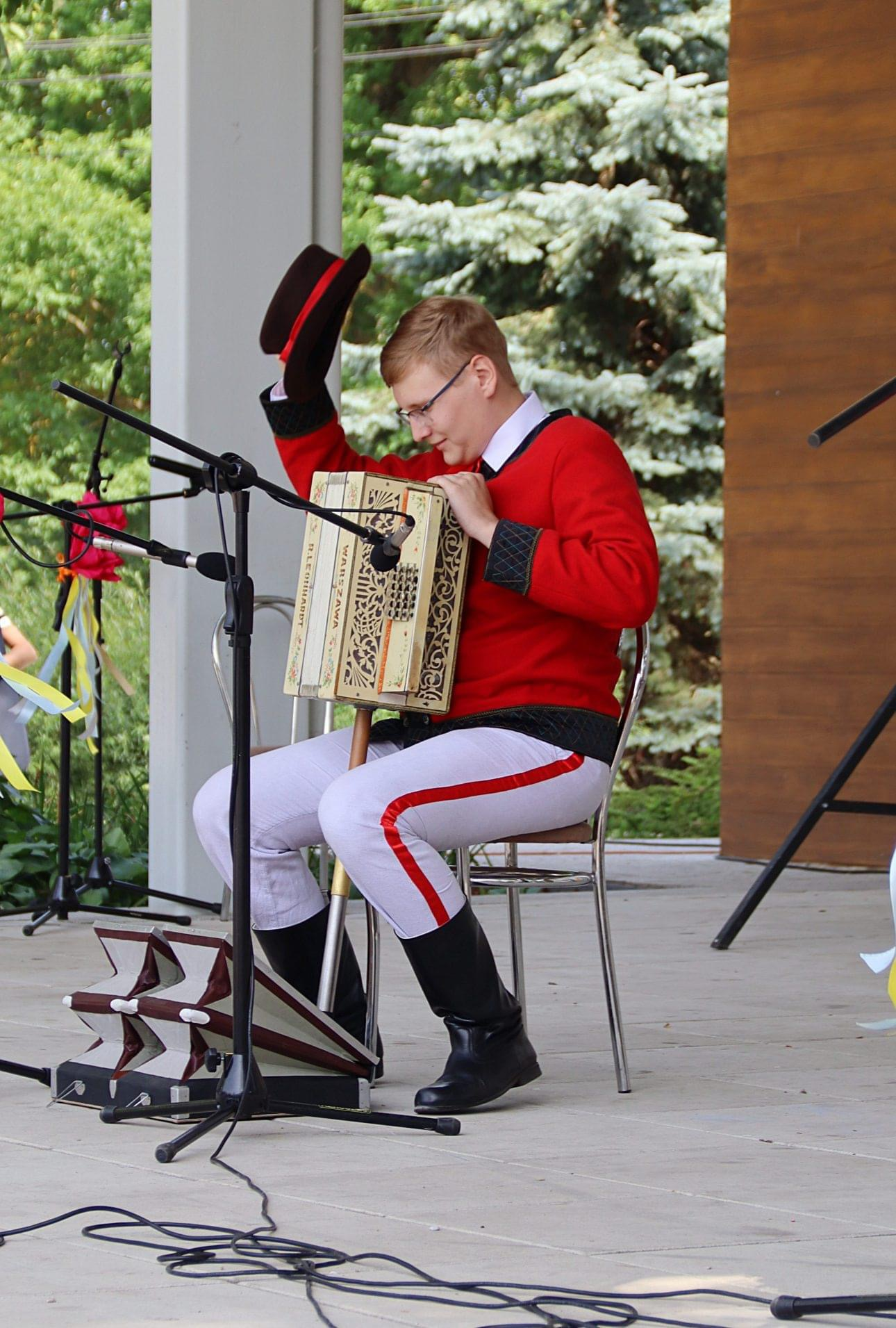
Piotr Gołaś (Kurpie Zielone)
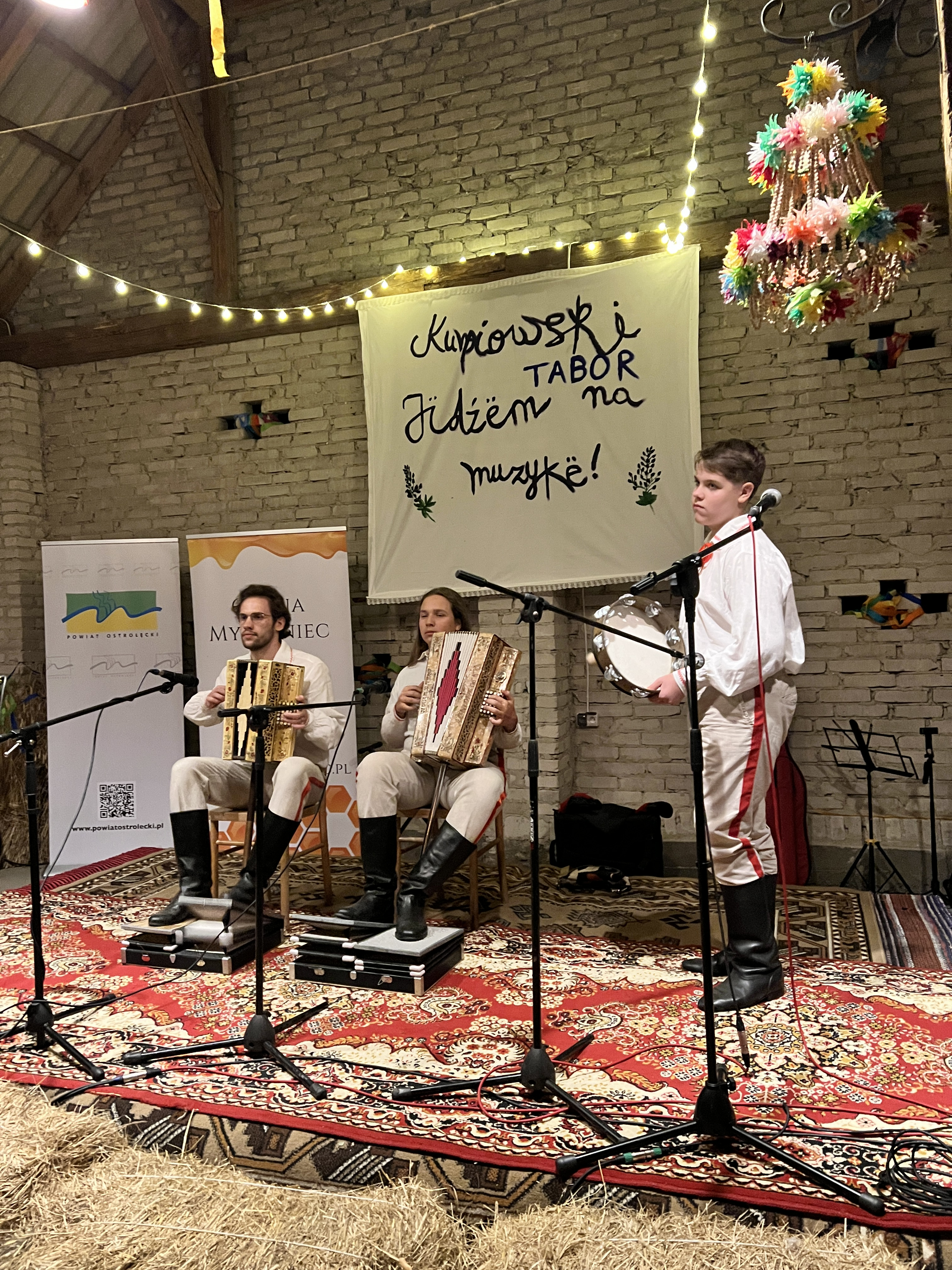
Kapela Aż do rana (Dawid Sutkowski, Miłosz Maśkiewicz, Wojciech Glinka)
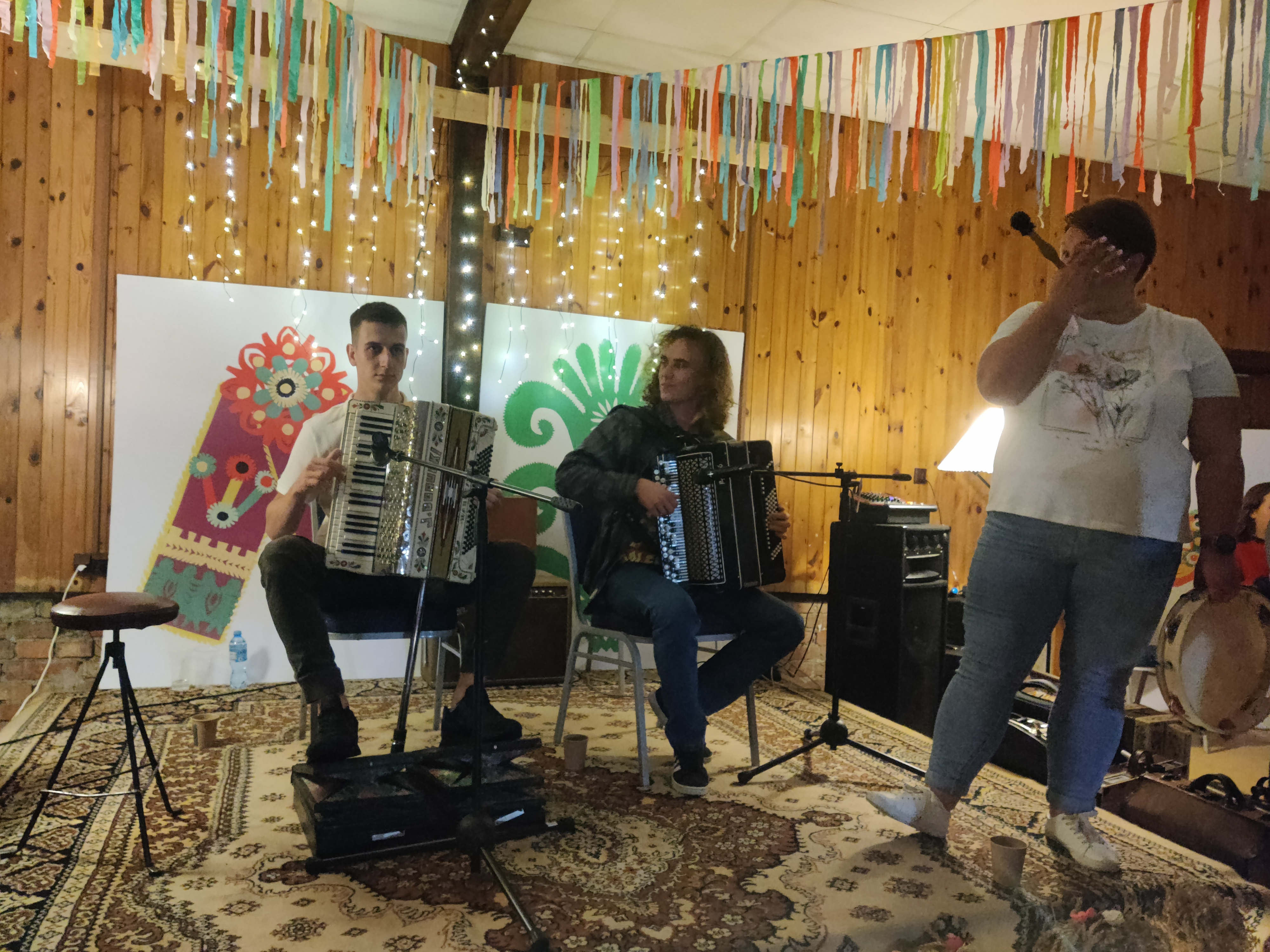
Kapela Zespołu „U nas na Kurpiach Białych”
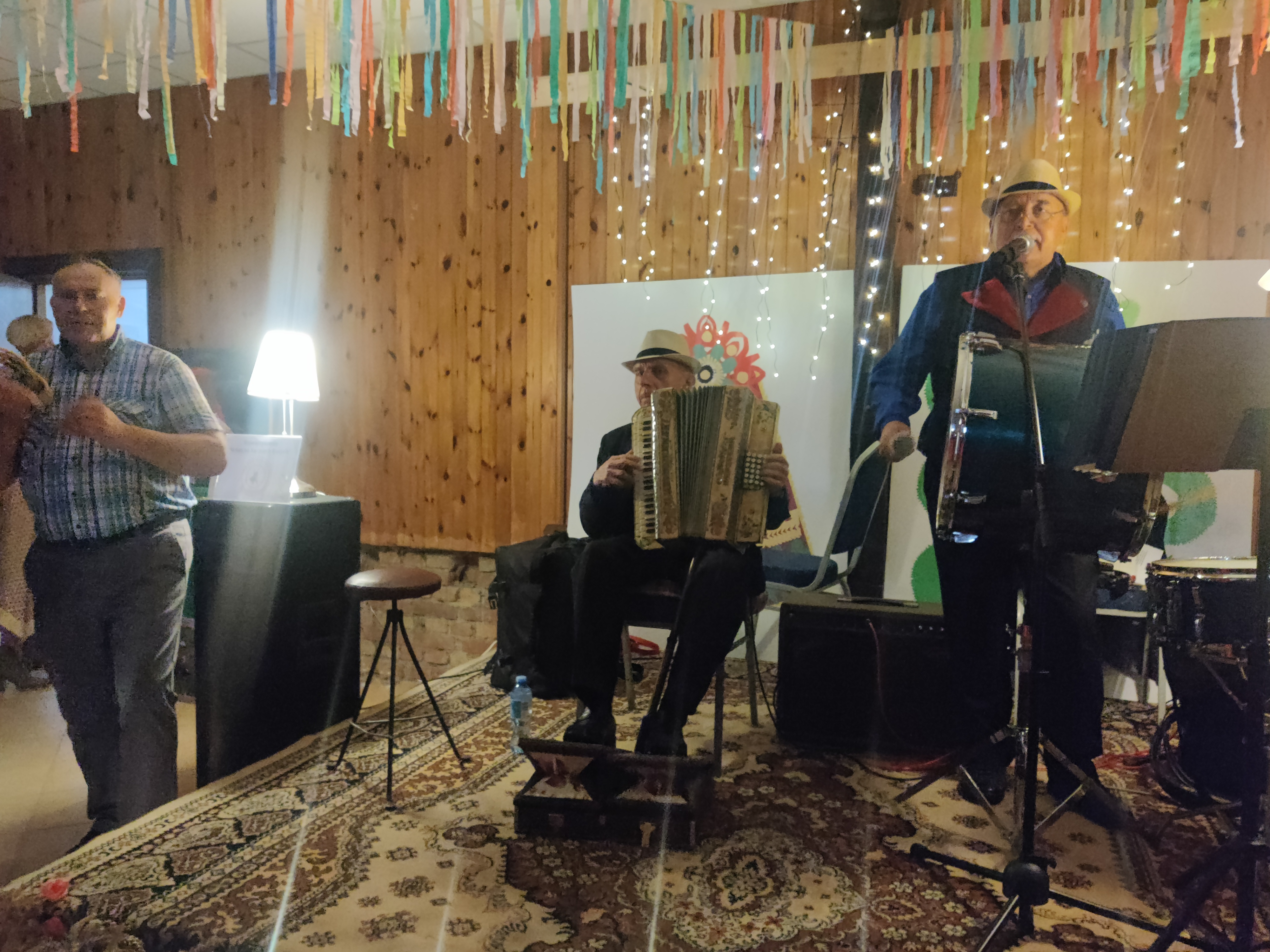
Kapela braci Borków (Kurpie Białe)